# Salmo 75
El salmo 75  es, según la numeración hebrea, el  septuagésimo quinto salmo del Libro de los salmos de la Biblia. Corresponde al salmo 74 según la numeración de la Biblia Septuaginta griega, empleada también en la Vulgata latina. Por este motivo, recogiendo la doble numeración, a este salmo también se le refiere como el salmo 75 (74).
Comienza en inglés en la versión de la Biblia del Rey Jacobo : "A ti, oh Dios, te damos gracias". El Libro de los Salmos forma parte de la sección Ketuvim de la Biblia hebrea y parte del Antiguo Testamento cristiano. En latín, se conoce como "Confitebimur tibi Deus".  Es uno de los salmos de Asaf.. El Salmo 75 marca el punto medio del Libro de los Salmos, que consta de 150 capítulos.
El salmo es una parte regular de las liturgias judía , católica , luterana , anglicana y otras liturgias protestantes. La idea de dar gracias se puso música a menudo, incluidas las obras de Heinrich Schütz y Johann Sebastian Bach .

## Esquema
Una posible estructura del Salmo se ve así: 
1. Versículo 2: Himno de la iglesia que invoca el nombre de Dios[4]
2. Versículo 3f: la propia voz de Dios[5]
3. Versículos 5–11: Nuevo himno de comienzo de un solo cantante
  1. Versículo 5f: Exhortación a los enemigos de YHWH[6][7]
  2. Versículo 7f: Regocijo por el gobierno de Dios[8]
  3. Versículo 9: Colocando la copa de la ira de Dios frente al enemigo
  4. Versículo 10f: Final habitual de un himno

## Texto
La siguiente tabla muestra el texto hebreo del salmo con vocales, junto con el texto en griego koiné texto en la Septuaginta y la traducción al español de la Biblia del Rey Jacobo. Tenga en cuenta que el significado puede diferir ligeramente entre estas versiones, ya que la Septuaginta y el texto masorético provienen de tradiciones textuales diferentes. En la Septuaginta, este salmo está numerado como Salmo 74.
| #      | Hebreo                                                                      | Español | Griego |
| ------ | --------------------------------------------------------------------------- | --- | --- |
| [ 12 ] | לַמְנַצֵּ֥חַ אַל־תַּשְׁחֵ֑ת מִזְמ֖וֹר לְאָסָ֣ף שִֽׁיר׃                                               | (Al músico principal, Altaschith, salmo o canto de Asaf). | Εἰς τὸ τέλος· μὴ διαφθείρῃς· ψαλμὸς ᾠδῆς τῷ ᾿Ασάφ. - |
| 1      | ה֘וֹדִ֤ינוּ לְּךָ֨ ׀ אֱֽלֹהִ֗ים ה֭וֹדִינוּ וְקָר֣וֹב שְׁמֶ֑ךָ סִ֝פְּר֗וּ נִפְלְאוֹתֶֽיךָ׃                           | A ti, oh Dios, te damos gracias, a ti te damos gracias, porque tu nombre está cerca y tus maravillas se declaran.                                                                   | ΕΞΟΜΟΛΟΓΗΣΟΜΕΘΑ σοι, ὁ Θεός, ἐξομολογησόμεθά σοι καὶ ἐπικαλεσόμεθα τὸ ὄνομά σου.                                                                                        |
| 2      | כִּ֭י אֶקַּ֣ח מוֹעֵ֑ד אֲ֝נִ֗י מֵישָׁרִ֥ים אֶשְׁפֹּֽט׃                                                | Cuando reciba a la congregación, juzgaré con rectitud. | διηγήσομαι πάντα τὰ θαυμάσιά σου, ὅταν λάβω καιρόν· ἐγὼ εὐθύτητας κρινῶ.                                                                                                |
| 3      | נְֽמֹגִ֗ים אֶ֥רֶץ וְכׇל־יֹשְׁבֶ֑יהָ אָנֹכִ֨י תִכַּ֖נְתִּי עַמּוּדֶ֣יהָ סֶּֽלָה׃                                  | La tierra y todos sus habitantes se desvanecen; yo sostengo sus pilares. Selah. | ἐτάκη ἡ γῆ καὶ πάντες οἱ κατοικοῦντες ἐν αὐτῇ, ἐγὼ ἐστερέωσα τοὺς στύλους αὐτῆς. (διάψαλμα).                                                                            |
| 4      | אָמַ֣רְתִּי לַ֭הוֹלְלִים אַל־תָּהֹ֑לּוּ וְ֝לָרְשָׁעִ֗ים אַל־תָּרִ֥ימוּ קָֽרֶן׃                                 | Dije a los necios: «No actuéis neciamente», y a los malvados: «No levantéis el cuerno».                                                                                             | εἶπα τοῖς παρανομοῦσι· μὴ παρανομεῖτε, καὶ τοῖς ἁμαρτάνουσι· μὴ ὑψοῦτε κέρας,                                                                                           |
| 5      | אַל־תָּרִ֣ימוּ לַמָּר֣וֹם קַרְנְכֶ֑ם תְּדַבְּר֖וּ בְצַוָּ֣אר עָתָֽק׃                                       | No levantéis en alto vuestro cuerno; no habléis con cuello rígido. | μὴ ἐπαίρετε εἰς ὕψος τὸ κέρας ὑμῶν καὶ μὴ λαλεῖτε κατὰ τοῦ Θεοῦ ἀδικίαν.                                                                                                |
| 6      | כִּ֤י לֹ֣א מִ֭מּוֹצָא וּמִֽמַּעֲרָ֑ב וְ֝לֹ֗א מִמִּדְבַּ֥ר הָרִֽים׃                                          | Porque la promoción no viene del este, ni del oeste, ni del sur. | ὅτι οὔτε ἐξ ἐξόδων οὔτε ἀπὸ δυσμῶν οὔτε ἀπὸ ἐρήμων ὀρέων, |
| 7      | כִּֽי־אֱלֹהִ֥ים שֹׁפֵ֑ט זֶ֥ה יַ֝שְׁפִּ֗יל וְזֶ֣ה יָרִֽים׃                                             | Pero Dios es el juez: él humilla a uno y exalta a otro. | ὅτι ὁ Θεὸς κριτής ἐστι, τοῦτον ταπεινοῖ καὶ τοῦτον ὑψοῖ. |
| 8      | כִּ֤י כ֪וֹס בְּֽיַד־יְהֹוָ֡ה וְיַ֤יִן חָמַ֨ר ׀ מָ֥לֵא מֶסֶךְ֮ וַיַּגֵּ֢ר מִ֫זֶּ֥ה אַךְ־שְׁ֭מָרֶיהָ יִמְצ֣וּ יִשְׁתּ֑וּ כֹּ֝֗ל רִשְׁעֵי־אָֽרֶץ׃ | Porque en la mano del Señor hay una copa, y el vino es rojo; está llena de mezcla; y él la derrama; pero los posos de ella, todos los impíos de la tierra los exprimirán y beberán. | ὅτι ποτήριον ἐν χειρὶ Κυρίου οἴνου ἀκράτου πλῆρες κεράσματος. καὶ ἔκλινεν ἐκ τούτου εἰς τοῦτο, πλὴν ὁ τρυγίας αὐτοῦ οὐκ ἐξεκενώθη, πίονται πάντες οἱ ἁμαρτωλοὶ τῆς γῆς· |
| 9      | וַ֭אֲנִי אַגִּ֣יד לְעֹלָ֑ם אֲ֝זַמְּרָ֗ה לֵאלֹהֵ֥י יַעֲקֹֽב׃                                            | Pero yo lo proclamaré por siempre; cantaré alabanzas al Dios de Jacob. | ἐγὼ δὲ ἀγαλλιάσομαι εἰς τὸν αἰῶνα, ψαλῶ τῷ Θεῷ ᾿Ιακώβ· |
| 10     | וְכׇל־קַרְנֵ֣י רְשָׁעִ֣ים אֲגַדֵּ֑עַ תְּ֝רוֹמַ֗מְנָה קַֽרְנ֥וֹת צַדִּֽיק׃                                     | También cortaré todos los cuernos de los impíos, pero los cuernos de los justos serán exaltados.                                                                                    | καὶ πάντα τὰ κέρατα τῶν ἁμαρτωλῶν συνθλάσω, καὶ ὑψωθήσεται τὰ κέρατα τοῦ δικαίου.                                                                                       |

## Comentarios

### De la iglesia católica

#### A todo el salmo
El Salmo 75 se sitúa como respuesta teológica y litúrgica a la perplejidad expresada en los salmos precedentes ante la aparente impunidad de los impíos (cf. Sal 73) y la destrucción del Templo (cf. Sal 74). A diferencia del lamento y la súplica que caracterizan los salmos anteriores, este himno se articula como una acción de gracias por la intervención divina, manifestada en un juicio que ya ha sido pronunciado por Dios. La tensión expresada en la pregunta "¿Hasta cuándo?" (Sal 74,10) encuentra su resolución en la afirmación divina: "Cuando fije el momento" (Sal 75,3), subrayando así la soberanía y el dominio temporal del Señor.
La estructura del salmo combina elementos litúrgicos y proféticos. Comienza con una acción de gracias comunitaria (v. 2), seguida de un oráculo en el que Dios se revela como juez supremo (vv. 3-6), con autoridad sobre la tierra y sobre la historia. En los versículos centrales (vv. 7-9), se explicita que el juicio pertenece únicamente a Dios, quien abate al orgulloso y exalta al justo, ilustrado mediante la imagen simbólica de la copa, signo tradicional del castigo divino. El poema concluye con una doble afirmación: la promesa del salmista de proclamar la justicia divina (v. 10) y un nuevo oráculo que anuncia la derrota definitiva de los impíos y la salvación del justo (v. 11). Desde la perspectiva cristiana, el contenido del salmo adquiere una dimensión cristológica. La afirmación de que sólo Dios posee el poder de juzgar se relee a la luz del Nuevo Testamento, en el cual dicho poder ha sido confiado al Hijo por el Padre. El juicio anunciado en el salmo se interpreta como iniciado con la venida de Jesucristo, en quien se cumple la promesa de justicia divina. La fe en Él introduce ya en el presente los efectos de ese juicio escatológico, convirtiendo la proclamación del salmo en una confesión de esperanza y de confianza activa en la soberanía de Dios.

#### A los versículos 2-6
La acción de gracias del Salmo 75 alaba las intervenciones concretas de Dios en la historia de su pueblo, donde se ha revelado como salvador. Estas obras, asociadas a su “Nombre”, son recordadas por la comunidad reunida en el culto como fundamento de su fe y esperanza. El cristiano reconoce en Jesucristo la plenitud de esas obras salvadoras: su encarnación, su muerte en la cruz, su resurrección y su exaltación. En Él, Dios ha actuado de manera definitiva para liberar a la humanidad. Por eso, el cristiano hace suya esta acción de gracias, dando gloria a Dios por lo que ha realizado en Cristo: salvación, perdón y vida nueva así:

Esto fue lo que hizo el Señor, éste el don que nos otorgó: siendo grande, se humilló; humillado, quiso morir; habiendo muerto, resucitó y fue exaltado para que nosotros no quedáramos abandonados en el abismo, sino que fuéramos exaltados con Él en la resurrección de los muertos, los que, ya desde ahora, hemos resucitado por la fe y por la confesión de su nombre. Nos dio y nos indicó, pues, la senda de la humildad. Si la seguimos, confesaremos al Señor y, con toda razón, le daremos gracias, diciendo: Te damos gracias, oh Dios, te damos gracias, invocando tu nombre.

En el contexto litúrgico del Salmo 75, se proclama un oráculo que retoma el lenguaje profético y afirma con claridad la soberanía absoluta de Dios sobre el mundo y sobre los poderes humanos. Dios se presenta como creador y juez, con autoridad para establecer el momento del juicio y decidir el destino de cada uno. El versículo 5 utiliza la imagen de los “cuernos”, símbolo bíblico de fuerza y poder. Alzar los cuernos representa un acto de orgullo y desafío. Cuando ese gesto se dirige “contra el cielo”, implica una actitud de rebelión y blasfemia contra Dios. El oráculo denuncia esa arrogancia y anuncia que es Dios quien humilla a los soberbios y exalta a los humildes.

#### A los versículos 7-10
En el Salmo 75, el oráculo afirma que sólo Dios puede juzgar. Ninguna región del mundo —ni montes al norte, ni desierto al sur— tiene autoridad para hacerlo. Esta afirmación, posiblemente explicada por un sacerdote en medio de la asamblea, deja claro que el juicio no depende de poderes humanos, sino únicamente de Dios. El versículo 9 usa la imagen de una copa para hablar del castigo. Esta copa, llena de vino mezclado, representa la ira de Dios que será derramada sobre los malvados. Es una imagen frecuente en el Antiguo Testamento y en el Apocalipsis, donde simboliza el juicio contra quienes se rebelan contra Dios. Tras escuchar el oráculo, el salmista —o el dirigente del culto— responde con una promesa de alabanza al “Dios de Jacob”, que ya ha salvado a su pueblo en el pasado. Esta confesión muestra que se cree en la palabra pronunciada y que el juicio de Dios no causa miedo al justo, sino confianza y gratitud.

## Interpretación
El erudito del Antiguo Testamento Hermann Gunkel ve que el mensaje clave del Salmo es que la congregación espera que YHWH intervenga a pesar de la confusión en el mundo.
- Textos de la fuente principal: Masorético , Septuaginta y Rollos del Mar Muerto .[19]
- Este artículo consta de 11 párrafos.
- En la versión de la Nueva Traducción de la Sociedad Bíblica de Indonesia , este salmo se titula "Dios, el juez justo".[20]

## Numeración de versos
En la Biblia de Indonesia, este salmo consta de 11 versículos, de los cuales el versículo 1 es la introducción "Al director del coro. Según la canción: No destruyas. Salmo de Asaf. Canción". ( Nueva traducción de la Sociedad Bíblica de Indonesia ). En la Biblia en inglés, a esta oración introductoria no se le asigna un número de versículo, por lo que solo hay 10 versículos en total, donde el versículo 1 en inglés es el mismo que el versículo 2 en indonesio y así sucesivamente.

## Antecedentes y temas
Compuesto por Asaf , el Salmo 75 continúa el tema de los Salmos Salmo 57 , Salmo 58 y Salmo 59 , que también comienzan con las palabras al tashcheth , "No destruyas".  Como los salmos anteriores, el Salmo 75 habla de los judíos en el exilio y alaba a Dios por preservarlos.
El salmo hace referencia a la palabra "cuerno" varias veces. Según Charles Spurgeon , el cuerno es un símbolo de honor o fuerza, pero cuando lo poseen los arrogantes, se dice que el cuerno es "cortado" o humillado. Mientras Dios rechaza los cuernos de los altivos, exalta los cuernos de los justos.
El Midrash Tehilim cita diez versículos de las Escrituras que mencionan cuernos para identificar los diez cuernos que Dios les dio a los israelitas : los cuernos de Abraham , Isaac (el shofar o cuerno de carnero), Moisés , Samuel , Aarón , el Sanedrín , Hemán el ezraíta , Jerusalén , el Mesías judío y David en el futuro. Cuando los israelitas pecaron, estos diez cuernos les fueron quitados y transferidos a los malvados, como está escrito: "He aquí una cuarta bestia, espantosa y terrible, y tenía diez cuernos" ( Daniel 7: 7).). El Midrash enseña que mientras prevalezcan los cuernos de los impíos, los cuernos de Israel serán cortados; pero en el futuro, cuando Dios levante los cuernos de los justos, los cuernos de los impíos serán cortados.

## Tema del salmo
Es probable que este y el siguiente salmo ( Salmo 76 (75) ) fueran compuestos después de la invasión de Senaquerib , rey de Asiria . Este himno es un eco de la promesa de Dios que Isaías había presentado previamente al pueblo ( Biblia Segond 1910 / Libro de Isaías 37,33 ). Esta composición anunciaba, a continuación, la liberación de los israelitas y la humillación de sus enemigos.

## Versículo 9
Porque el cáliz está en la mano del SEÑOR, lleno de vino espumoso, lleno de especias aromáticas; Se derrama de él; de hecho, todos los malvados de la tierra inhalarán y beberán sus heces.
La imagen de Dios dando a los malvados una bebida embriagadora se usa en la Biblia como símbolo de su ira y castigo. David declara: "Nos diste vino de confusión" ( Salmo 60: 5 ; compárese con Isaías 51: 17,22 ; Jeremías 51: 7 ; Apocalipsis 14:10 ).

## Usos

### Judaísmo
El Salmo 75 se recita durante las oraciones de Motza'ei Shabat en la tradición sefardí.  En el Sidur Avodas Israel , el Salmo 75 se dice como la Canción del día para la lectura de la Torá de Shabat Ki Tissa y Eikev .  Este salmo también se recita del tercer al sexto día de Pascua en algunas tradiciones.
El Salmo 75 se recita como una "oración de perdón".

### Catolicismo
Desde principios de la Edad Media, este salmo se realizaba en los monasterios, durante el servicio de maitines del jueves, según la Regla de San Benito realizada hacia 530 .
Con respecto a la Liturgia de las Horas actual el Salmo 75 se recita o canta en el servicio del mediodía del miércoles de la tercera semana.

## Configuraciones musicales
- El compositor barroco Heinrich Schütz puso el Salmo 75 en alemán, "Aus unsers Herzen Grunde", para coro como parte de su composición del Salterio de Becker , SWV 172.[33]
- Johann Sebastian Bach usó el comienzo del Salmo 75 para el movimiento de apertura de Wir danken dir, Gott, wir danken dir , BWV 29 , una cantata para la inauguración de un ayuntamiento en Leipzig.  Volvió a utilizar la música para el movimiento Gratias agimus tibi de la Misa en si menor, expresando el mismo pensamiento de agradecimiento.[34]
- Los himnos basados en el Salmo 75 o versos específicos incluyen el popular " Ahora gracias a todos nuestro Dios ", la traducción de Catherine Winkworth de "Nun danket alle Gott" de Rinkart.  El himno alemán y su versión en inglés inspiraron varios escenarios, incluidos algunos de Johann Sebastian Bach.
- Henry Desmarest puso música a este salmo en forma de un gran motete, en una fecha desconocida.[35]